# 하느님의 집 동맹
하느님의 집 동맹(독일어: Gotteshausbund, 이탈리아어: Lega Caddea, 로만슈어: Lia da la Chadé)은 쿠어 주교와 합스부르크가의 권력에 저항하기 위해 1367년 1월 29일 스위스에서 설립된 동맹이다. 1471년에는 회색동맹과 십재판구 동맹과 더불어 삼자동맹을 형성했다. 나폴레옹 전쟁 이후 스위스 그라우뷘덴주의 일부가 되었다.

## 배경
하느님의 집 동맹의 전신이 된 지역은 항상 쿠어 교구의 영향을 강하게 받고 있었다. 쿠어 주교는 451년에 성 아시모 주교가 밀라노 공의회에 참석했을 때, 처음으로 역사 기록으로 등장하지만, 아마도 한 세기 이전부터 존재했었다고 추정된다. 5세기부터 6세기에 걸쳐, 쿠어 주변 지역에서는 광범위한 로마화와 기독교로의 개종이 일어난 것도 확인되고 있다. 536년에는 메로베우스 왕조 프랑크 왕국에 정복되었지만, 왕국 중심부로부터의 거리와 격리된 지형에 의해 사실상 이내 독립 상태로 복귀했다. 이 기간동안 이 지역은 라이티아 크리엔시스 (‘Churrätien’ 또는 ‘Churwalchen’)라고 불리며 쿠어 주교가 신권 정치를 펼쳤고, 실질적으로 같은 영역이 정치적 지배를 받았다. 773년이 되면서 이 지역의 정치 권력과 종교 권력은 한 가문에 통합되었지만, 이 상황은 806년에 카롤루스 대제가 제정일치의 권력을 양분하면서 끝을 맺었다. 이 분할과 그로 인한 분쟁으로 라이티아 크리엔시스는 붕괴되었고, 쿠어를 중심으로 한 다수의 소규모 독립공동체가 등장했다. 한편 분열 후 쿠어 주교들은 수 세기 동안 정치적, 종교적 권력을 더 확대하고자 했다.

## 동맹 설립
14세기 쿠어 주교의 주요 영지는 젭티머 고개에서 율리어 고개로 남북으로 달리는 가도를 따라 퍼져 있었다. 주교는 쿠어 주변 지역을 지배하고 있었으며, 푼프 되르퍼(란트콰르트), 쿠어, 오버할브슈타인, 상부 엥가딘, 베르겔, 샴스, 라인발트, 하부 엥가딘, 핀쉬가우에 고등재판권을 가졌다.
1363년부터 쿠어 주교와 주민과의 관계는 악화되었다. 합스부르크 가문의 오스트리아 대공은 발뮈쉬테어와 하부 엥가딘을 포함한 티롤 백국을 획득하여 쿠어 주교후령으로 지배를 확대하려고 했다. 한편, 외국인이면서, 자주 자리를 비웠던 주교 피터 겔리토 폰 뵈멘은 교구의 재정을 적자로 몰아넣었다. 때문에 연간 소득을 대가로 지역의 정치적 지도권을 합스부르크가에 매각해 버렸다. 그리고 1336년에는 제1단계로서 핀쉬가우의 부르카이스(말스 베노스타)에 있는 퓌르슈텐베르크 요새를 임대했다. 쿠어 주교의 이러한 행동에 대응하여, 성 루치우스 주교좌 성당, 주교후령의 각 공동체와 쿠어 시의 대표가 1365년에 체르네츠의 빌덴베르크성에서 회합을 가졌다. 게다가 1367년 1월 29일, 그들은 변혁을 염두에 두고 쿠어에서 다시 만났다.
이 회의에는 주교 참사회원이 대표하는 교회 세력과 돔레슈크, 샴스 및 베르겔(각 6명), 오버할브슈타인(4명), 상부 엔가딘(3명), 하부 엔가딘(2명) 등 계곡 지역의 대형 공동체 대표, 그리고 쿠어 시민 대표 등 주교후령 내의 세 권력 집단이 참여하였다. 이들은 주교를 배제한 회의를 통해 주교권의 제한과 교구 내 재정 운용 권한을 요구하기로 결의했다.
1367년의 결의는 공식적인 연합이나 동맹을 합의한 것은 아니었지만, 위기에 맞서서 서로 충실한 것을 강하게 요구했다. 그러나 실제로는 이후 다시 회의를 개최하여 주교의 힘을 엄중히 감시하려는 욕망을 결의에서 포함했기 때문에 사실상 신의 가문 동맹의 발족은 이 시기에 해당한다. 이후에 회의가 거듭되면서 개별 공동체들 사이에 더 긴밀한 연대의 토대가 쌓여가고 있었던 것이었다.
동맹은 다음 지역으로 구성되었다.
- 쿠어
- 베르겔 : 오버 포르타, 운터 포르타
- 칼벤 : 뮌스타탈 (오버 칼벤), 핀쉬가우 계곡 상류 (운터 칼벤)
- 돔레쉬크 : 오르텐슈타인(1788년 이후 오르텐슈타인 인 보덴과 오르텐슈타인 인 베르그로 나뉘어)
- 그라이펜슈타인: 벨기온, 오벨 팻
- 상부 엥가딘 : (1438년부터 분할) 술, 스왓 폰타나 멜라
- 오버할브슈타인: 오버하르부슈타인, 티펜 카스텔
- 포스키아보
- 라모쉬 스텔라 - 아베르스 : 라모슈, 스텔라 (비비오), 아베르스
- 하부 엥가딘 : 오버 타스나, 운터 타스나
- 푼프 돌파

1409년에는 상설심의회를 설립하여 주교에 대한 집행관(포크트)을 임명했다. 마침내 1468년 봄, 주교 올트리브 폰 브란디스는 동맹의 분노에 접해 편성된 군대는 리옴성과 그라이펜슈타인성을 포함한 여러 곳의 주교령을 공격하고 점령했다. 주교는 취리히시에 중재를 의뢰할 수밖에 없었기 때문에 취리히시는 동맹과 협상하고 성을 주교로 반환하도록 설득했다. 그리고 1524년부터 1526년 사이에는 일란츠 조항에 의해 주교의 정치권력의 마지막 잔재가 제거되었다.

## 확장
15세기를 통해 동맹은 계속 확대되었다. 피어 되르퍼(5개의 공동체와 푼프 되르퍼의 나머지 4개의 마을)는 아벨스와 알브라 계곡 최상부 지역과 함께 동맹에 합류했다. 뮌스터 계곡(뮌스터탈)과 포스키아보 계곡은 1408년경에 가입했다. 15세기 중반, 동맹은 인접한 두 개의 동맹(회색 동맹, 십재판구 동맹)과 공통적인 외교 정책을 시작했다. 1499년 슈바벤 전쟁 중, 세 동맹은 칼벤 전투에서 합스부르크 군대를 꺾고, 쿠어 주교로부터 핀쉬가우를 빼앗았다. 이윽고 쿠어 주교의 권력은 쇠퇴했지만, 쿠어 시는 신의 가문 동맹의 중심이 되었다. 실제로 1700년경 이후에는 쿠어 시장이 관습적으로 동맹의 지도자를 맡았다.

## 삼동맹
1471년경 이후 3개의 동맹은 삼동맹을 결성했다. 그리고 1524년 9월 23일의 영구맹약에 의해, 나폴레옹 보나파르트가 해산할 때까지 남게 된 삼동맹 헌법을 작성했다. 그러나 동맹은 현대적 의미에서 통일국가가 아니라 3개 국가의 연합으로 동맹의 실질적인 모든 문제는 국민투표로 결정했다. 게다가 세 동맹이 근세 유럽에서 독특했던 것은 각 동맹이 집단 결정을 근거로 통치, 방위를 한다는 공산주의적 형태를 실천했다는 점이다.
삼동맹은 구스위스 연방과 동맹 관계에 있었다. 당초의 목적은 합스부르크가의 확장에 대한 대항이었지만, 1520년에 밀라노 공국과의 무쏘 전쟁에서 삼동맹은 보다 구스위스 연방에 접근했기 때문이다. 이 관계는 나폴레옹 전쟁이 일어나 1798년 설립된 헬베티아 공화국에 흡수될 때까지 유지되었다. 1803년 나폴레옹의 〈중재법〉 이후, 삼동맹은 그라우뷘덴주의 일부가 되었다. 그래도 하느님의 집 동맹은 1803년부터 1854년까지 주의 뚜렷한 정치 조직체로 남아있었다.

## 같이 보기
- 삼동맹